# Harold Ernest Burtt
Harold Ernest Burtt auch in der Namensvariante Harold E. Burtt (* 26. April 1890 in Haverhill, Essex County, Massachusetts; † 15. August 1991 in Columbus, Franklin County, Ohio) war ein US-amerikanischer Psychologe und Professor.

## Leben

### Familie und Ausbildung
Harold Ernest Burtt, Sohn des Winslow Jordan Burtt (1850–1922) sowie dessen Ehegattin Annie B. geborene Boyer (1860–1942), besuchte das Dartmouth College in Hanover, New Hampshire, dort erhielt er 1911 seinen Bachelor of Arts. Burtt, der ursprünglich eine Karriere als Mathematiker anpeilte, wandte sich im Anschluss dem Studium der Psychologie an der Harvard University, unter anderem bei Hugo Münsterberg, zu, 1913 erwarb er den Master of Arts, 1915 den Ph. D. in klinischer Psychologie.
Harold Ernest Burtt heiratete im Juni 1916 Ruth Madeline (1886–1977), die Tochter des Hiram Pearson Macintosh (1859–1934) sowie dessen Ehefrau Ruth Mary geborene Brown (1861–1954). Aus der Ehe entstammte der 1921 in Newburyport zur Welt gekommene Sohn Benjamin Pickering. Harold Ernest Burtt starb im Sommer 1991 im hohen Alter von 101 Jahren in Columbus.

### Beruflicher Werdegang
Nach seinem Studienabschluss unterrichtete Harold Ernest Burtt bis 1917 am Simmons College sowie an der Harvard University. Im Jahre 1918 war er im Ersten Weltkrieg beim United States Army Air Service eingesetzt. Dort untersuchte er am  National Research Council Board gemeinsam mit William Marston die Aussagekraft von Lügendetektoren für die United States Army Intelligence (USAI). 1919 erhielt er eine Anstellung als Instructor in Psychology an der Ohio State University, dort wurde er 1921 zum Assistant Professor, 1923 zum Full Professor befördert. Im Jahre 1938 wurde ihm die Leitung des Psychology Department übertragen, 1960 erfolgte seine feierliche Verabschiedung in den Ruhestand.
Harold Ernest Burtt, einer der Mitbegründer der Association for the Advancement of Applied Psychology im Jahre 1938, trat insbesondere mit Beiträgen zur Angewandten – sowie zur Arbeitspsychologie hervor. Frank Stanton, einer seiner Schüler, rief ihm zu Ehren an der Ohio State University den Harold E. Burtt Chair in Psychology ins Leben.

## Schriften
- Auditory illusions of movement, a preliminary study, 1917
- Psychology and industrial efficiency, Appleton, New York, London, 1929
- Legal psychology, Prentice-Hall, New York, 1931
- Psychology of advertising, Houghton Mifflin Co., Boston, Mass., 1936
- zusammen mit Gardner Murphy: Principles of employment psychology, Harper & Bros., New York, London, 1942
- Applied psychology, Prentice-Hall, Englewood Cliffs, N.J., 1957, 1960(1962)
- An interpretation of bird behavior, Collier-Macmillan, London, 1967